# Ķīpsala
Ķīpsala – jeden z mikrorejonów Rygi – stolicy Łotwy – położony w dystrykcie Kurzeme. Według danych na rok 2021 Ķīpsala zamieszkiwało 814 osób a gęstość zaludnienia wyniosła 413 os./km².

## Geografia
Całkowita powierzchnia Ķīpsala wynosi 1,97 km², czyli prawie 5 razy mniej niż wynosi średnia powierzchnia wszystkich mikroregionów Rygi. Graniczy z Āgenskalns, Centrs, Dārzciems oraz Vecmīlgrāvis.

## Galeria

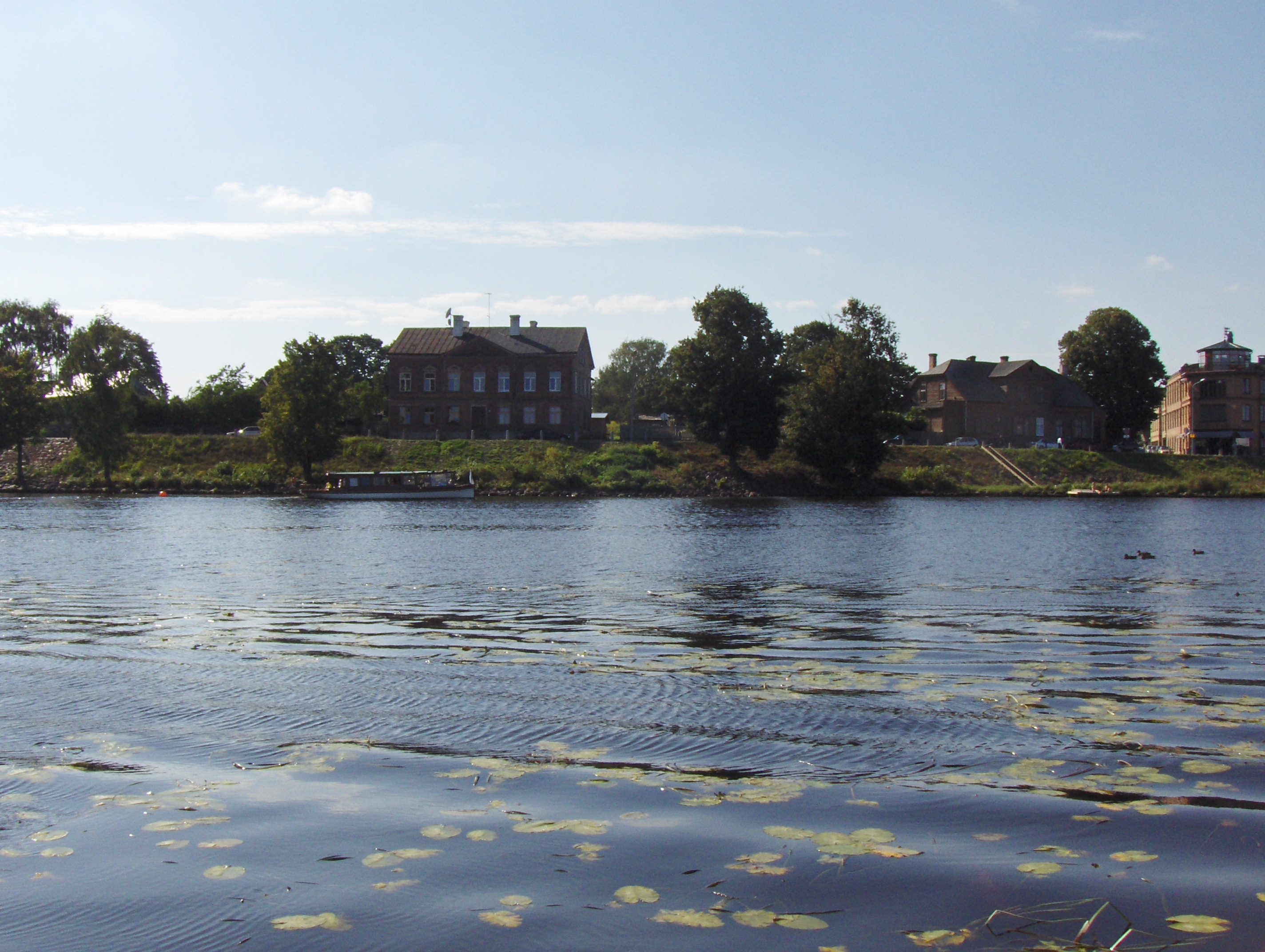
Panorama Ķīpsali
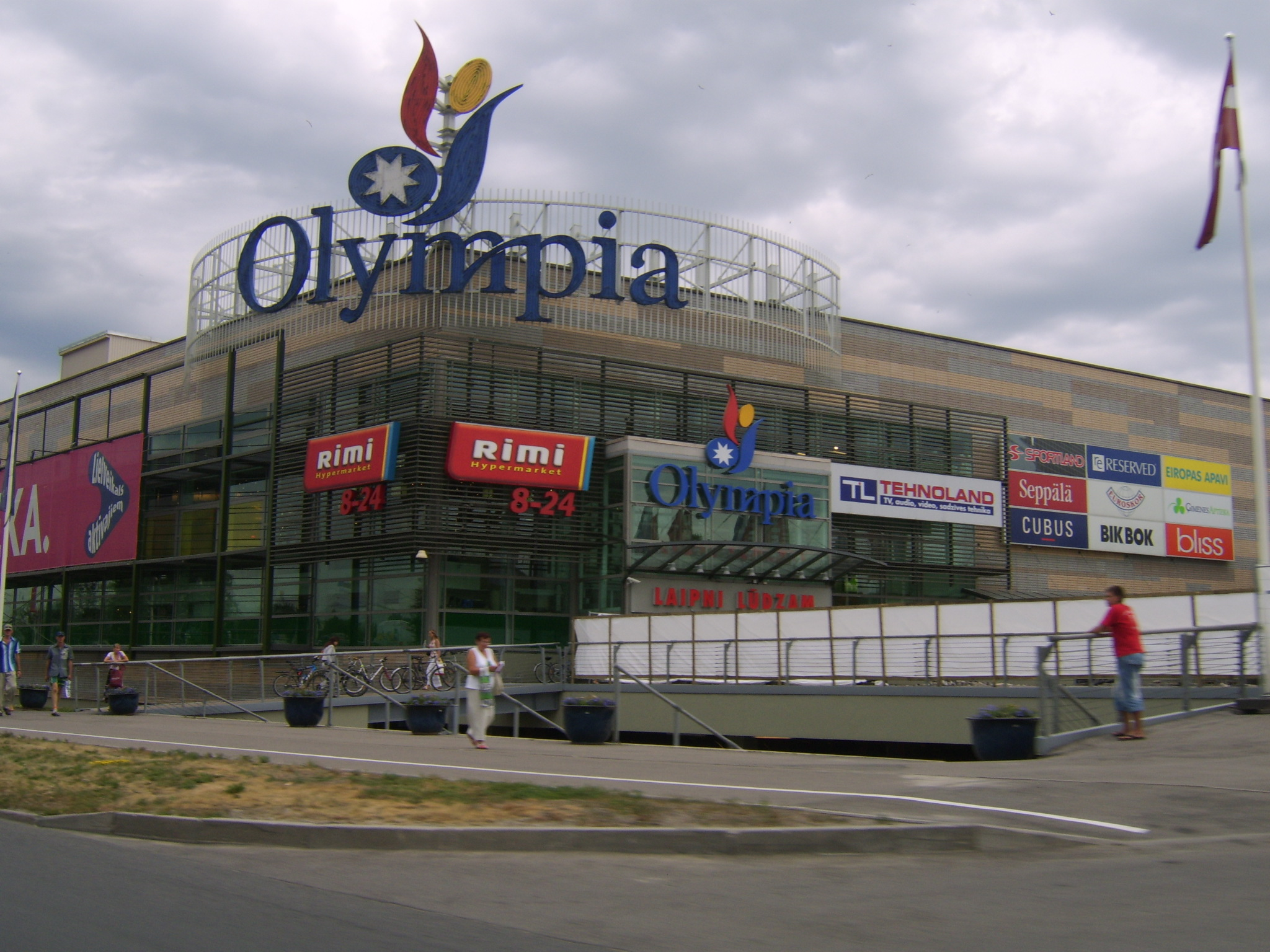
Centrum handlowe Olympia
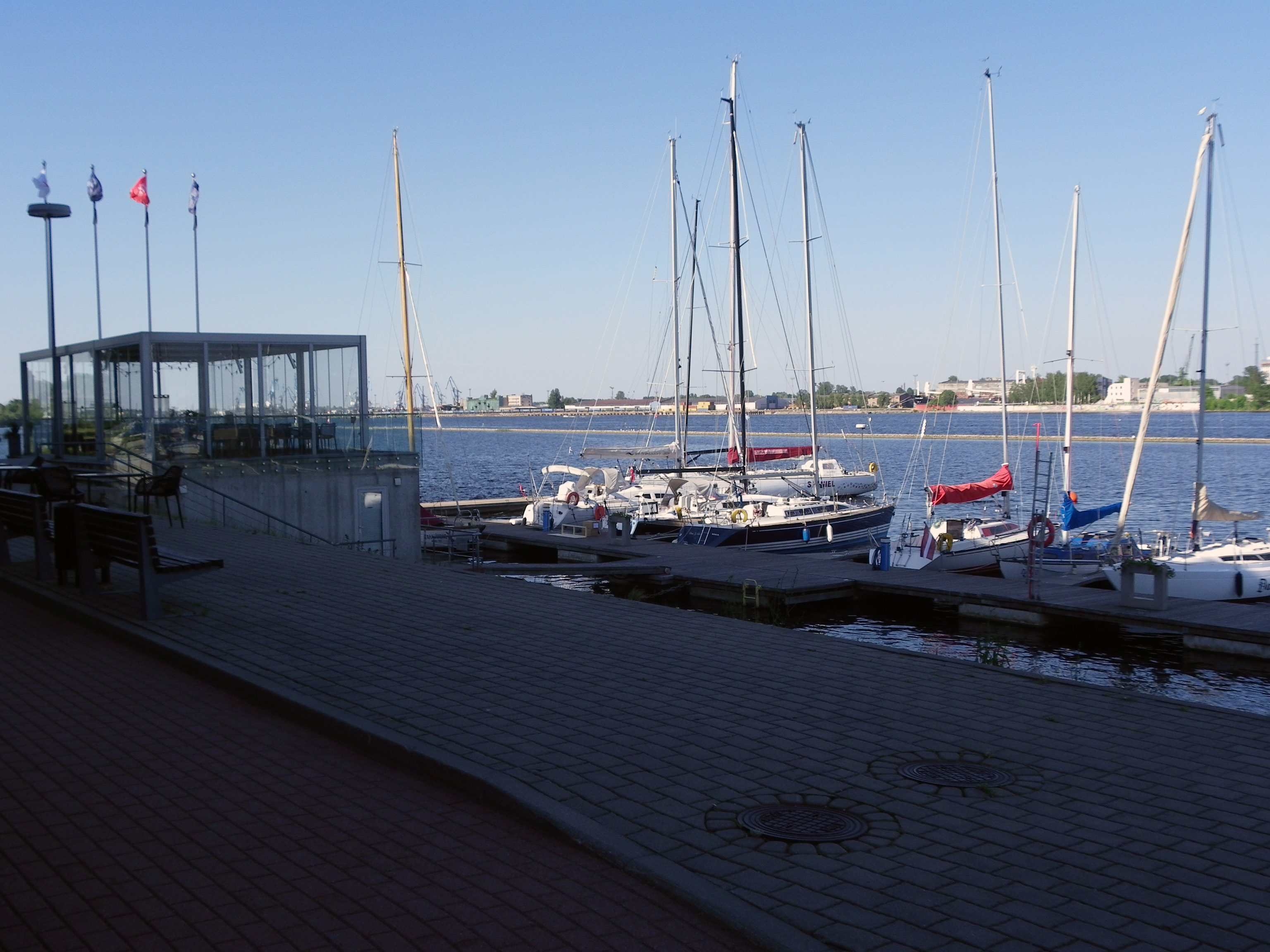
Molo w Ķīpsali
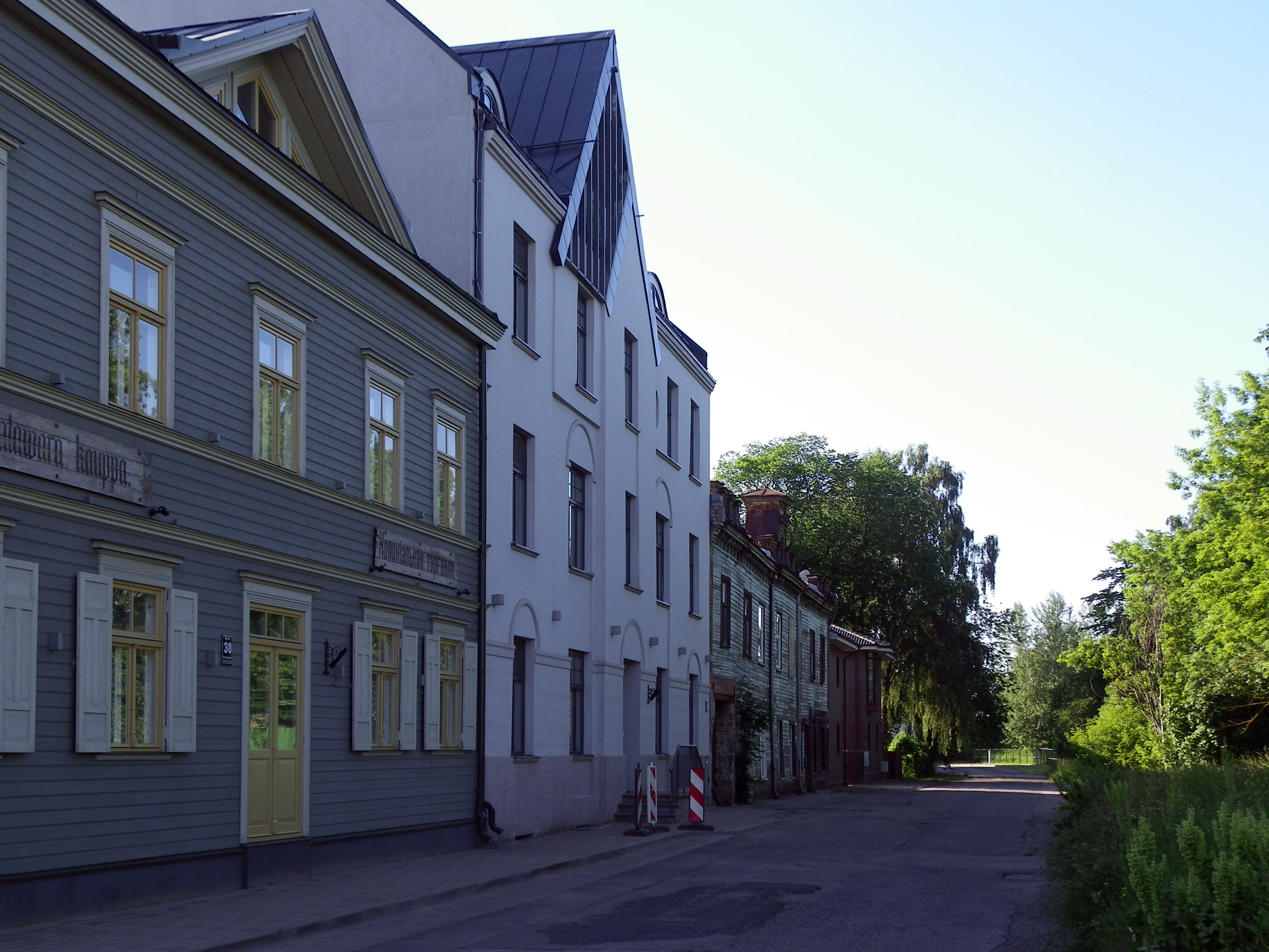
Ulica Ogļu w Ķīpsali
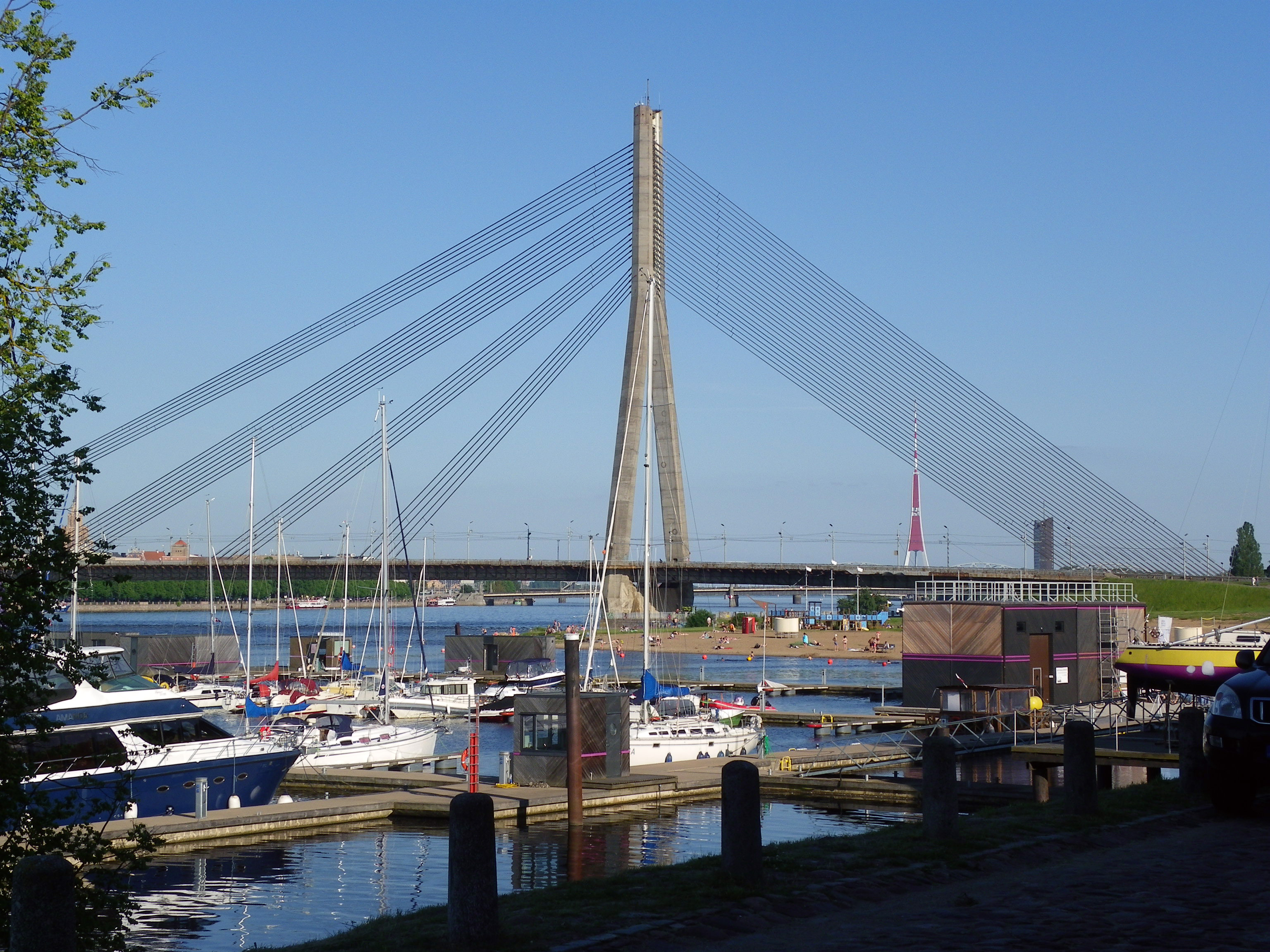
Most w Ķīpsali